# 1795 en Lorraine
Chronologie de la Lorraine
- 1791
- 1792
- 1793
- 1794
- 1795
- 1796
- 1797
- 1798
- 1799

Cette page est une liste d'événements qui se sont produits durant l'année 1795 en Lorraine.

## Événements

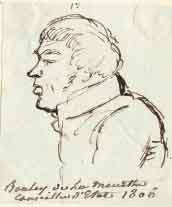
Antoine Boulay de la Meurthe, conseiller d'Etat.

- La seigneurie de Lixing est la dernière à rejoindre la France[1].
- Antoine-Hubert Wandelaincourt est élu membre du Conseil des Cinq-Cents (1795-1798).
- Jean-Joseph Paillet est élu de la Meuse au Conseil des Anciens.
- Vendémiaire an IV : élus députés de la Meurthe au Conseil des Cinq-Cents : Balthazar Faure; Claude-Joseph Mallarmé; Joseph Zangiacomi, réélu, il siège à nouveau au centre. Il ne s'y fait pas plus remarquer que sous la Convention. Il dépose une motion concernant la liquidation des pensionnaires et gagistes de la liste civile; Victor Nicolas Mourer; Antoine Boulay de la Meurthe; Pierre Colombel; Jean-Ignace Jacqueminot; Antoine Louis Levasseur et Étienne Mollevaut
- Issu du département du Bas-Rhin, le canton de Schirmeck est rattaché à celui des Vosges[2]

- Juin : les cathédrales de Metz et de Toul retrouvent une vocation catholique[2].
- Vendémiaire an IV : élus députés de la Meuse au Conseil des Cinq-Cents : Jean Chenet; Pierre Joseph Vallée; Jean-Baptiste Harmand; Sébastien Humbert et Jean-Joseph Marquis
- Vendémiaire an IV : élus députés de la Moselle au Conseil des Cinq-Cents : Paul Abraham Giral; Antoine Merlin de Thionville; Nicolas Barthélemy; Jacques-Nicolas Husson; Charles Hannaire-Viéville; Jean-Baptiste Dominique Rolland; Hubert Lemaire; Henri Karcher; Balthazar Faure et Jean-Pierre Couturier
- Vendémiaire an IV : élus députés des Vosges au Conseil des Cinq-Cents : Jean Nicolas Panichot; Antoine Delpierre; Jean-Baptiste-Marie-François Bresson; Dieudonné Dubois; Joseph Julien Souhait; Jean-Baptiste Perrin des Vosges; Nicolas François Joseph Richard d'Aboncourt; Nicolas François Delpierre; François Couhey; Jean-Claude Cherrier; Charles-André Balland; François-Firmin Fricot et Joseph Clément Poullain de Grandprey.
- 13 octobre : Claude Hubert Bazoche est élu au conseil des anciens.
- 16 octobre (24 vendémiaire an IV) : sont élus députés de la Moselle au Conseil des Cinq-Cents : Henri Karcher (homme politique, 1748-1811) et Hubert Lemaire, déchu de son mandat après le coup d’État du 18 fructidor an V.

## Naissances
- À Lunéville : Ignace Joseph de Claussin, aussi appelé Ignace Joseph chevalier de Claussin,  mort le 21 août 1844 à Paris, graveur et marchand d'estampes français.
- 2 janvier, à Neufchâteau (Vosges) : Véridique Najean, homme politique français décédé le 24 mai 1874 à Neufchâteau (Vosges).
- 15 février à Metz : 
  - Charles Monard (1795-1854), chirurgien militaire, administrateur des hospices civils de Metz sous la monarchie de Juillet.
  - Pascal Monard (1795-1874), chirurgien militaire et un botaniste français du Second Empire.
- 6 mai à Metz : Édouard Jaunez (1795-1876), entrepreneur messin, maire de Metz sous le Second Empire.
- 13 mai à Nancy : Gérard Paul Deshayes (décédé le 9 juin 1875), géologue et conchyliologue français.
- 11 juin à Montfaucon (Meuse) : Jacques Raulin, homme politique français décédé le 13 avril 1880 à Verdun (Meuse).
- 15 juin à Metz : Robert Dupuy (1795-1872), artiste et lithographe français[3]. Il fut actif de 1821 à 1870 en Lorraine.
- 20 septembre à Montoy (Moselle) : Jean-François Pidancet, homme politique français décédé le 26 avril 1870 à Novéant (Moselle).
- 28 septembre à Charmois-l'Orgueilleux : Claude Nicolas Didelot, homme politique français  décédé le 24 janvier 1856 à Paris (Seine).
- 3 octobre à Bitche : Michel Bizot, mort le 15 avril 1855 durant le siège de Sébastopol, général de division.
- 27 octobre à Nancy : Pierre Forel, homme politique français, décédé le 28 janvier 1872 à Paris.
- 29 octobre à Sarreguemines : Jean Claude Mathias Boutay, mort à Achinos (en) (Grèce) le 28 février 1836, philhellène français, ex-garde du corps du roi Charles X, puis capitaine des grenadiers qui a participé à la guerre d'indépendance grecque.
- 16 novembre (25 brumaire an IV)[4] à Metz : Aimé Nicolas Derode, décédé le 20 août 1879 à Sceaux, historien français.
- 18 décembre à Pont-à-Mousson (Meurthe-et-Moselle : Louis René Viard, homme politique français décédé le 18 mai 1859 à Paris.

## Décès
- 11 février à Thionville : Jean René Moreaux (né le 14 mars 1758 à Rocroi), général de division de la Révolution française.